# Tamako Love Story
Tamako Love Story (たまこラブストーリー Tamako rabu sutōrī) ist ein Anime-Film des Studios Kyōto Animation, der unter Regie von Naoko Yamada entstand und im Jahr 2014 in die japanischen Kinos kam. Der Film ist eine Fortsetzung der Animeserie Tamako Market aus dem Vorjahr.

## Handlung
Tamako Love Story ist ein Sequel der Animeserie Tamako Market aus dem Jahr 2013. Dera ist zwischenzeitlich mit Choi und dem Prinzen zurück in seine Heimat gereist. Seitdem ist viel Zeit vergangen und die energische aber ahnungslose Tomako Kitashirakawa ist im Begriff ihren Abschluss an der Oberschule zu machen. Sie hat allerdings nur eine Sorge: Eine außerordlich gute Performance mit dem Taktstock auf dem Usagiyama Marching Festival abzuliefern.
Doch schon bald wird Tamako von anderen Problemen heimgesucht. Denn, während ihre Schulfreunde alle große Pläne für ihre persönliche Zukunft haben, spielt Tamako mit dem Gedanken, nach ihrer Schulzeit im Mochi-Geschäft ihrer Eltern zu arbeiten.
Auch Mochizō hat große Zukunftspläne, da er später an einer Universität in Tokio studieren möchte, was bedeutet, dass er in die Stadt ziehen und seine Freunde und Familie, aber auch seine erste große Liebe Tamako zurücklassen muss. Allerdings ist er zu schüchtern um ihr seine Gefühle zu gestehen und Tamako selbst ahnt nichts davon. Die Zeit vergeht und Mochizō muss sich überwinden Tamako seine Liebe zu gestehen, bevor es zu spät ist.

## Produktion
Im September 2013 wurde angekündigt, dass ein neues Projekt zum Tamako-Market-Franchise in Arbeit befindet. Im Dezember des gleichen Jahres wurde angekündigt, dass Naoko Yamada, die bereits Regie bei der Animeserie führte, auch beim Kinofilm als Regisseurin arbeite. Das Drehbuch wurde von Reiko Yoshida angefertigt. Auch die Synchronsprecher der fünf Hauptcharaktere der Animeserie arbeiteten am Film mit.
Die Musik wurde, wie in der Animeserie zuvor auch, von Tomoko Kataoka geschrieben. Das Lied im Vorspann heißt 恋の歌 Koi no Uta und wurde von Keiji Fujiwara unter seiner Sprechrolle des Mamedai Kitashirakawa interpretiert. Als Abspann fungiert eine abgeänderte Version ebendieses Liedes, dieses Mal von Aya Suzaki gesungen. Der offizielle Titelsong indes trägt den Namen Principle und wurde ebenfalls von Suzaki interpretiert.

## Synchronisation
| Rolle                 | Japanischer Sprecher (Seiyū) |
| --------------------- | ---------------------------- |
| Tamako Kitashirakawa  | Aya Suzaki                   |
| Mochizō Ōji           | Atsushi Tamaru               |
| Midori Tokiwa         | Yūki Kaneko                  |
| Kanna Makino          | Juri Nagatsuma               |
| Shiori Asagiri        | Yurie Yamashita              |
| Choi Mochimazzi       | Yuri Yamaoka                 |
| Dera Mochimazzi       | Takumi Yanazaki              |
| Anko Kitashirakawa    | Rina Hidaka                  |
| Fuku Kitashirakawa    | Tomomichi Nishimura          |
| Hinako Kitashirakawa  | Yōko Hikasa                  |
| Mari Uotani           | Yōko Hikasa                  |
| Mamedai Kitashirakawa | Keiji Fujiwara               |
| Mecha Mochimazzi      | Hiro Shimono                 |
| Gohei Ōji             | Fumihiko Tachiki             |
| Mochiko Ōji           | Satsuki Yukino               |
| Kaoru Hanase          | Daisuke Ono                  |
| Inuyama               | Daiki Yamashita              |
| Fumiku Mitsumura      | Kumiko Watanabe              |
| Momotaru              | Naoya Nosaka                 |
| Tomio Shimizu         | Yoshihisa Kawahara           |
| Nobuhiko Tokiwa       | Hiroshi Yanaka               |
| Takashi Uotani        | Ken Narita                   |
| Kunio Yaobi           | Kōji Tsujitani               |
| Sayuri Yumoto         | Junko Iwao                   |
| Chōji Yumoto          | Kyōsei Tsukui                |

## Veröffentlichung

### Kino
Der Film kam am 26. April 2014 in die japanischen Kinos. Noch im gleichen Jahr erschien der Film in Südkorea, Indonesien und in Südafrika. Durch die Japan Foundation wurde der Film am 30. Juli 2016 in London gezeigt.

### Heimvideo
Sentai Entertainment erwarb die Rechte an der Veröffentlichung des Kinofilms für den nordamerikanischen Filmmarkt. Der Publisher brachte Tamako Love Story am 5. September 2017 auf DVD und Blu-ray Disc in den Vereinigten Staaten und Kanada heraus.

## Erfolg

### Kommerziell
Am Eröffnungswochenende erspielte der Film 30 Millionen Yen, umgerechnet ca. 220.000 US-Dollar, wobei der Film in lediglich 24 Kinos gezeigt wurde. Zum Ende des Jahres 2014 erwirtschaftete Kyōto Animation etwa 125 Millionen Yen.

### Auszeichnungen und Nominierungen
| Jahr | Auszeichnung     | Kategorie                      | für                                      | Resultat | Quellen |
| ---- | ---------------- | ------------------------------ | ---------------------------------------- | -------- | ------- |
| 2014 | Media Arts Award | New Face Award (Newcomerpreis) | Naoko Yamada                             | Gewonnen | [ 12 ]  |
| 2015 | Seiyū Awards     | Best Rookie Actress            | Aya Suzaki (Rolle: Tomako Kitashirakawa) | Gewonnen | [ 13 ]  |